# Holdboði Hundason
Holdboði Hundason fue un caudillo vikingo de las islas Hébridas en el siglo XII que aparece como personaje histórico en la saga Orkneyinga, que poseía su hacienda en la isla de Tiree. A petición del Obispo de las Orcadas, mantuvo bajo su protección al vikingo Sveinn Ásleifarson. No obstante, debido a la naturaleza depredadora de Sveinn, no pasó mucho tiempo para que organizase incursiones vikingas en las Hébridas, mar de Irlanda y Mann, donde estableció su base y también casó con una viuda rica. La situación se hizo insostenible y Holdboði organizó una flota para acabar con la amenaza y atacó a Sveinn, obligándole a huir a la isla de Lewis. Alan Oddr Anderson fecha el matrimonio hacia 1140, el ataque de Holdboði no antes de 1141 y la fuga a la isla de Lewis en 1142.